# Langlingen
Langlingen (niederdeutsch Langeln) ist eine Gemeinde im Landkreis Celle in Niedersachsen.

## Geografie

### Geografische Lage
Langlingen liegt südöstlich von Celle an der Aller. Die Gemeinde gehört der Samtgemeinde Flotwedel an, die ihren Verwaltungssitz in der Gemeinde Wienhausen hat.

### Gemeindegliederung
Für die Gemeinde sind fünf Ortsteile ausgewiesen:
- Wiedenrode (Wienro’e)
- Hohnebostel (Hohnbossel)
- Fernhavekost
- Nienhof (Nienhowwe)
- Neuhaus (Nienhüsen)

## Geschichte
Die erste urkundliche Erwähnung des Ortes war im Jahr 1257. Die Edelherren von Meinersen waren in Langlege begütert. Ihnen gehörten hier 1 Hof und der sog. „Stegemann“-Hof mit zugehöriger Fischerei (visweyde; in der Aller) als Lehen der Herzöge von Braunschweig-Lüneburg. Diese Güter gaben die Edelherren als Afterlehen vor 1353 an Kersten von Langlingen, der es dann weiterhin als herzoglich-lüneburgisches Lehen besaß. Von 1360 bis 1827 war das Geschlecht von Spörcken hier begütert.
Alte Bezeichnungen des Ortes sind um 1257 Langelege, 13. Jahrhundert Langlaghe, 1330 bis 1352 to langheleghe, 1330 bis 1352 Kersten van langhlege, 1352 Kerstene van Langhelghe, 1354 Cristiano de langhelghe, 1360 to lanclegen, um 1460 Langelde, 1487/88 Langelege, 1490 Karsten van Langeling und um 1496 tho Langeling. Erst am Ende des 15. Jahrhunderts verändert sich das Zweitglied -lege zu -ling, später zu -lingen.

## Eingemeindungen
Am 1. Juli 1968 wurden Nienhof sowie Wiedenrode und am 1. Januar 1973 wurde die Nachbargemeinde Hohnebostel eingegliedert.

## Politik

### Gemeinderat
Der Rat der Gemeinde Langlingen setzt sich aus 13 Ratsfrauen und Ratsherren zusammen. Dies ist die gemäß § 46 NKomVG festgelegte Anzahl für eine Gemeinde mit einer Einwohnerzahl zwischen 2001 und 3000, die einer Samtgemeinde angehört. Die Ratsmitglieder werden durch eine Kommunalwahl für jeweils fünf Jahre gewählt.
Bei der Kommunalwahl 2021 ergab sich folgende Sitzverteilung:
| Gemeinderat 2021Insgesamt 13 Sitze - SPD: 4 - Grüne: 1 - Unabh.: 1 - CDU: 7 |

Bei den letzten Kommunalwahlen ergaben sich folgenden Sitzverteilungen:
| Wahljahr | CDU | SPD | Grüne | parteilos | FDP | Gesamt   |
| -------- | --- | --- | ----- | --------- | --- | -------- |
| 2021     | 7   | 4   | 1     | 1         | -   | 13 Sitze |
| 2016     | 7   | 4   | 2     | -         | -   | 13 Sitze |
| 2011     | 8   | 4   | 1     | -         | -   | 13 Sitze |
| 2006     | 9   | 3   | 1     | -         | -   | 13 Sitze |
| 2001     | 8   | 5   | 0     | -         | -   | 13 Sitze |

### Bürgermeister
Der ehrenamtliche Bürgermeister Ernst-Ingolf Angermann (CDU) trat 2006 die Nachfolge von Wilhelm Linneweh an. Seine Stellvertreter sind Mark Heidmann (CDU) und Jan-Christof Meyer (SPD).

### Wappen
Blasonierung: „In Blau eine aufgerichtete silberne Türangel, begleitet unten links von einem silbernen Wagenrad, rechts von einem silbernen Kammrad, oben beiderseits von einer goldenen Ähre“. Die Türangel ist dem Familienwappen der früheren Ortsherren, derer von Spörcken, entlehnt.

### Städtepartnerschaften
Seit März 1998 besteht eine Partnerschaft mit der Gemeinde Czarne aus Polen.

## Religion
Die Kirchengemeinde Langlingen mit der St. Johannis Kirche ist Teil des evangelisch-lutherischen Kirchenkreises Celle.
Die Christen, die der römisch-katholischen Kirche angehören, sind Teil des Bistums Hildesheim.

## Kultur und Sehenswürdigkeiten

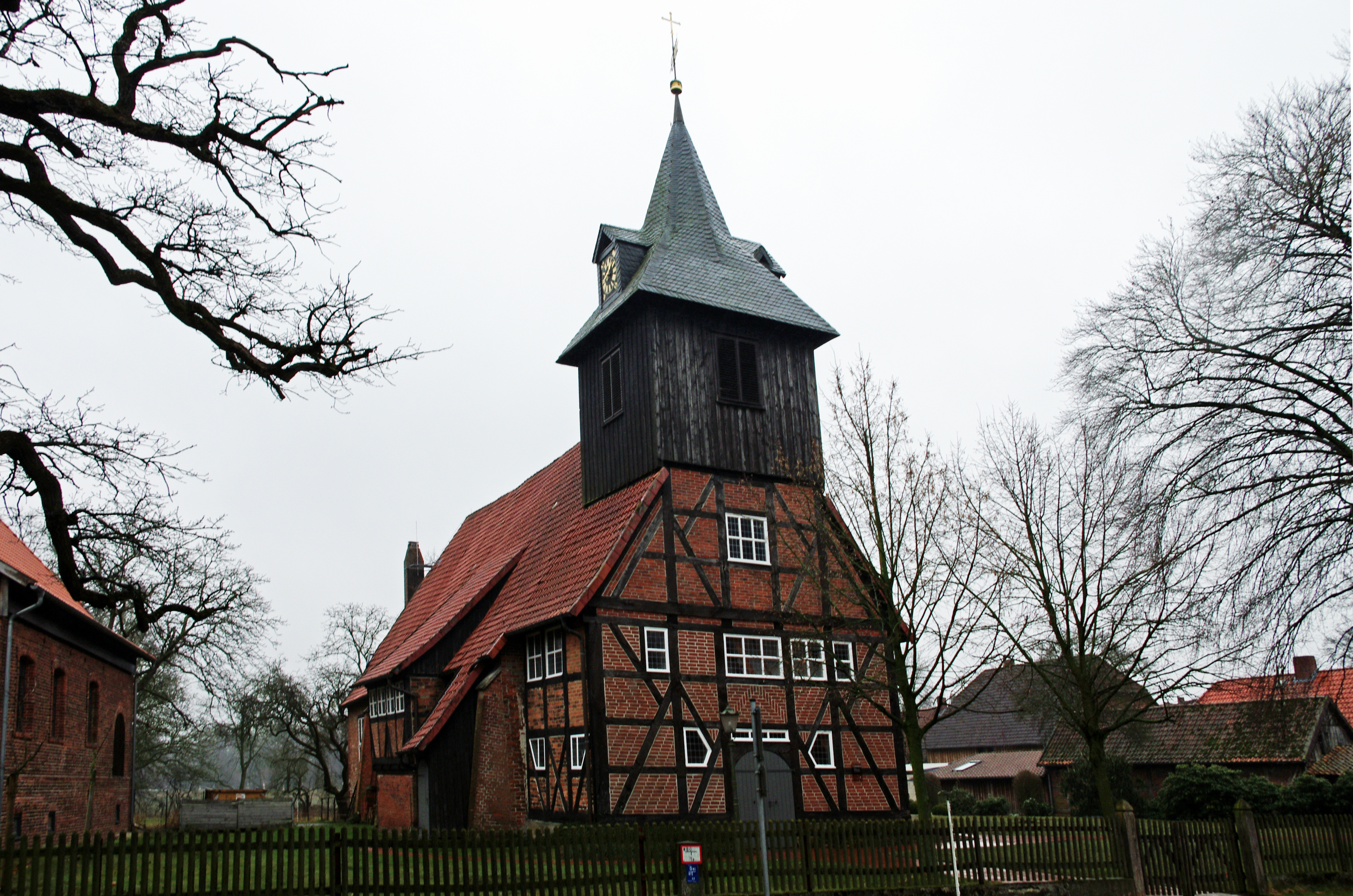
St. Johannis

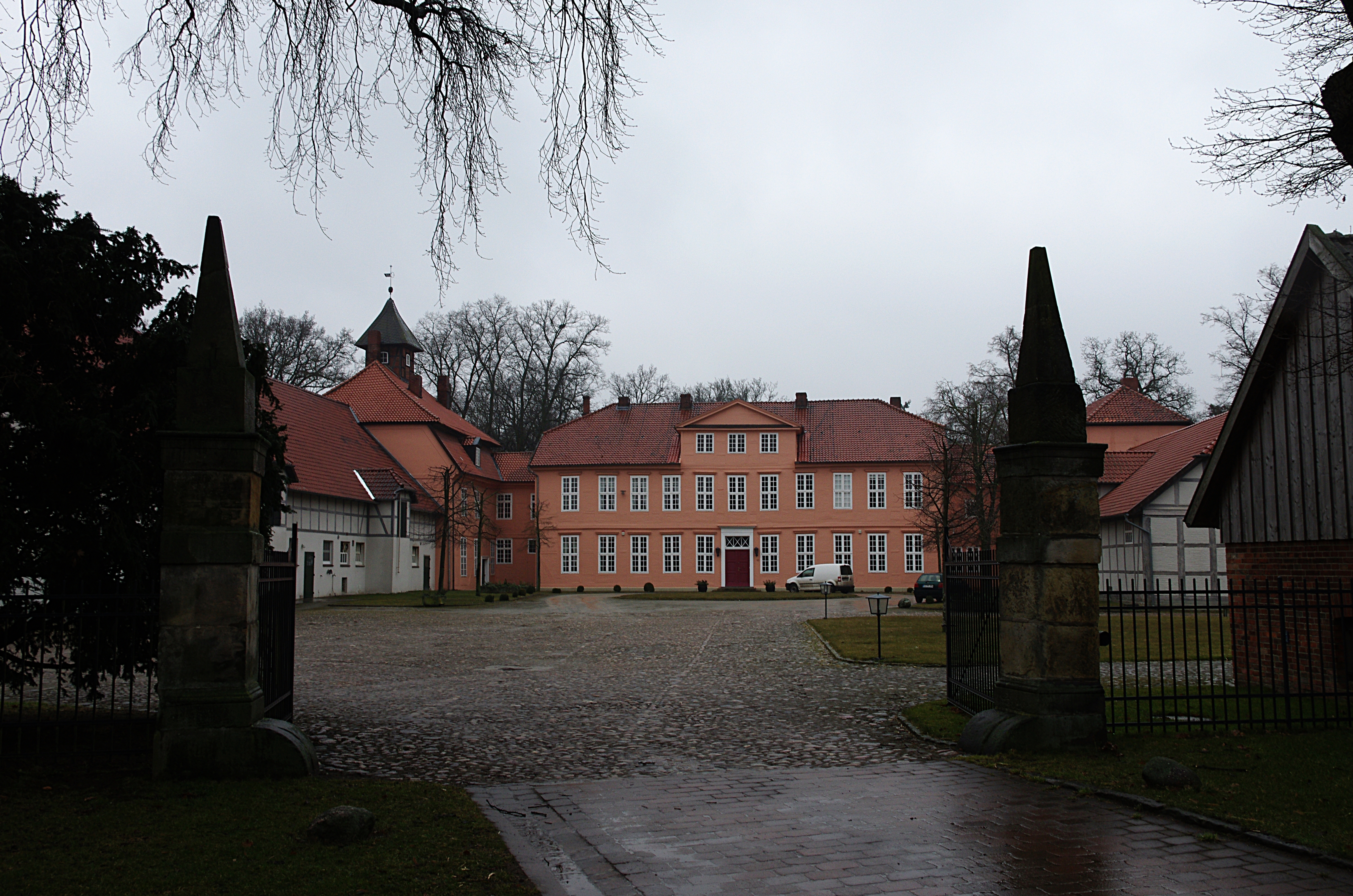
Der Gutshof

### Bauwerke
- Die Kirche von Langlingen stammt aus dem Mittelalter. Es wird vermutet, dass sie bereits bestanden hatte, als Langlingen in einer zu Wienhausen aufgesetzten Urkunde Herzog Albrechts I. von Braunschweig erstmals urkundlich im Jahre 1257 genannt wurde. Am alten Chor befand sich ein jetzt nicht mehr vorhandener Stein, möglicherweise eine Grabplatte, mit der Jahreszahl MCCCXXXVIII (1338).[12] Bei Renovierungsarbeiten in der St. Johanniskirche (1994–1996) wurden an der Decke einen Himmel voller Engel darstellende Malereien entdeckt und freigelegt.

- Dorfmuseum
- Das Rittergut befand sich von 1360 bis 1827 im Besitz derer von Spörcken. Das Gutshaus wurde von 1723 bis 1725 errichtet. 1827 wurde das Gut an den Pächter Mylius verkauft, dessen Familie es bis heute besitzt.

### Baudenkmäler
- Liste der Baudenkmale in Langlingen

### Naturdenkmäler
- Eiche mit einem Brusthöhenumfang von 7,00 m (2016).[13]

## Verkehr
Langlingen ist über Landstraßen mit den Bundesstraßen B 188 und B 214 an das Verkehrsnetz angebunden.
Zudem besaß Langlingen einen Bahnhof an der Bahnstrecke Gifhorn Stadt–Celle, auf welchem der Schienenpersonenverkehr jedoch 1981 eingestellt wurde.

## Persönlichkeiten

### Söhne und Töchter des Ortes
- Ernst Wilhelm von Spörcken (* 8. April 1665; † 15. Januar 1726 in Lüneburg), Gutsbesitzer, Jurist, Legations- und Kammerrat, Gesandter, Abt und Landschaftsdirektor des Lüneburger Klosters St. Michaelis
- Georg Otto Dietrich König (* 10. Juli 1783; † 5. Mai 1856 in Schwarmstedt), Superintendent in Dransfeld
- Ulrich Beer (* 11. Februar 1932; † 11. Mai 2011 in Eisenbach), Psychologe
- Rainer Robra (* 15. Oktober 1951 in Nienhof), Chef der Staatskanzlei und Europaminister des Landes Sachsen-Anhalt

### Persönlichkeiten, die vor Ort gewirkt haben
- Wilfried Hasselmann (* 23. Juli 1924 in Celle; † 9. Januar 2003 in Nienhof) war mehrfacher niedersächsischer Landesminister und Landesvorsitzender der CDU in Niedersachsen. Er lebte von 1950 bis zu seinem Tode in Nienhof.
- Rolf Meyer (* 1951 in Liebenau; † 2014), deutscher Politiker und Landtagsabgeordneter (SPD)